# Nicolas Desliens
Nicolas Desliens est un cartographe français de la Renaissance. Il vécut au XVIe siècle et collabora à l'école de cartographie de Dieppe.

## Mappemondes connues
La mappemonde de 1566, conservée à la Bibliothèque nationale de Paris, est une carte manuscrite sur parchemin en vélin, d'une dimension de 45 cm x 27 cm. Dans cette mappemonde, le sud est en haut du dessin. Il existe une copie de ce planisphère réalisée à la main par Henri Delachaux en 1884. 
La mappemonde de Nicolas Desliens représente en Afrique un fleuve unique, le Nil, avec un bras occidental nommé Niger. 
En Amérique du Nord est indiquée la « Nouvelle France occidentale » avec les symboles de la fleur de lys sur les territoires du Canada, du Labrador.
Une immense Terra Australis est représentée avec la légende « Jave la Grande ». Cette terre, reprenant les contours de l'Australie, est souvent représentée par les cartographes de l'école de cartographie de Dieppe, car nombreux sont les navigateurs portugais qui se sont rendus à Dieppe pour collaborer avec les cartographes français et leurs communiquer leurs connaissances maritimes.
Une autre mappemonde attribuée à Nicolas Desliens se trouve au Musée maritime de Greenwich.
Une rue « Nicolas Desliens » est située dans le quartier de la cité du marin sur la falaise est au dessus de l'avant port de Dieppe.
Un passage « Nicolas Desliens » est aussi situé à Dieppe...à la cité du marin.